# Màrqueting de xarxes socials

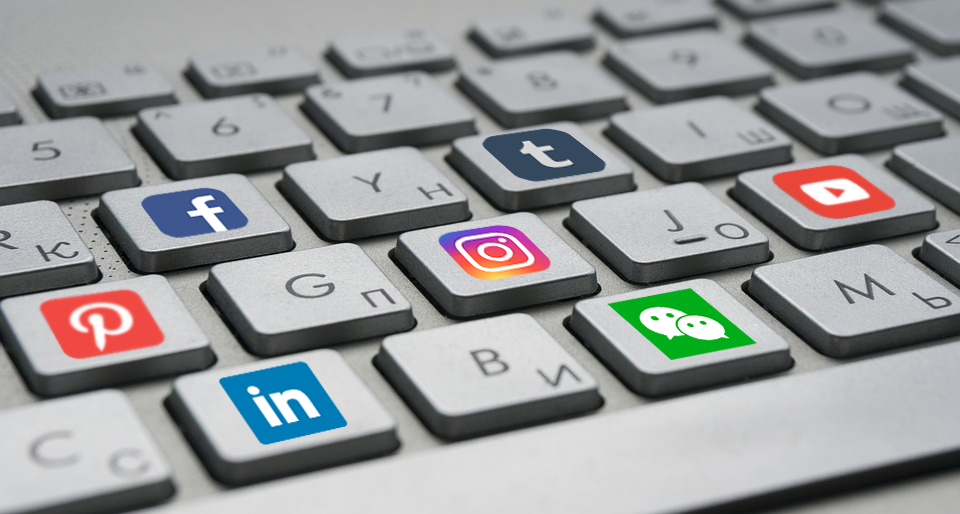
Collage de xarxes socials

El màrqueting de xarxes socials és l'ús de plataformes i llocs web de xarxes socials per promocionar un producte o servei. Tot i que els termes e-màrqueting i màrqueting digital encara són dominants a l'àmbit acadèmic, el màrqueting de xarxes socials és cada vegada més popular tant pels professionals com pels investigadors. La majoria de les plataformes de xarxes socials tenen eines d'analítica de dades integrades que permeten a les empreses fer un seguiment del progrés, l'èxit i la participació de les campanyes publicitàries. Les empreses s’adrecen a diversos grups d'interès mitjançant el màrqueting de xarxes socials, inclosos els clients actuals i potencials, els empleats actuals i potencials, els periodistes, els bloggers i el públic en general. A nivell estratègic, el màrqueting de xarxes socials inclou la gestió d'una campanya de màrqueting, la governança, l'establiment de l'abast (per exemple, un ús més actiu o passiu) i l'establiment de la "cultura" i el "to" desitjat per les empreses de xarxes socials.
En utilitzar el màrqueting en xarxes socials, les empreses poden permetre als clients i als usuaris d'Internet publicar contingut generat per usuaris (per exemple, comentaris en línia, ressenyes de productes, etc.), també conegut com a “mitjans guanyats”, en lloc d'utilitzar continguts publicitaris preparats pel venedor.

## Plataformes

### Llocs web de xarxes socials
Els llocs web de xarxes socials permeten a individus, empreses i altres organitzacions interactuar entre ells i construir relacions i comunitats en línia. Quan les empreses s’uneixen a aquests canals socials, els consumidors poden interactuar-hi directament. Aquesta interacció pot ser més personal per als usuaris que els mètodes tradicionals de publicitat i outbound marketing. Els llocs de xarxes socials actuen com el boca-orella o, més exactament, el boca-orella digital. La capacitat d'Internet d'arribar a milers de milions de persones a tot el món ha donat al boca-orella una veu poderosa i de gran abast. La capacitat de canviar ràpidament els patrons de compra, l'adquisició i l'activitat de productes o serveis a un nombre creixent de consumidors es defineix com una xarxa d'influència. Els blocs i llocs de xarxes socials permeten als seguidors "fer retweet" o "tornar a publicar" els comentaris realitzats per altres persones sobre un producte que s'està promovent, fet que es produeix amb força freqüència en alguns llocs de xarxes socials. En repetir el missatge, les connexions de l'usuari poden veure el missatge i, per tant, arriben a més persones. Com que la informació sobre el producte s’està publicant i es repeteix, es produeix més trànsit al producte/empresa.
Els llocs web de xarxes socials es basen en la creació de comunitats virtuals que permetin als consumidors expressar les seves necessitats, desitjos i valors en línia. El màrqueting de xarxes socials connecta aquests consumidors i públics amb empreses que comparteixen les mateixes necessitats, desitjos i valors. A través dels llocs de xarxes socials, les empreses poden mantenir-se en contacte amb seguidors individuals. Aquesta interacció personal pot infondre un sentiment de fidelitat als seguidors i als clients potencials. A més, en triar a qui seguir en aquests llocs, els productes poden arribar a un públic objectiu molt reduït. Els llocs de xarxes socials també inclouen molta informació sobre quins productes i serveis poden interessar els possibles clients. Mitjançant l'ús de noves tecnologies d'anàlisi semàntica, els professionals del màrqueting poden detectar senyals de compra, com ara el contingut compartit per persones i les preguntes publicades en línia. La comprensió dels senyals de compra pot ajudar els venedors a orientar-se a clients potencials rellevants i als professionals del màrqueting a realitzar campanyes microorientades.
El 2014, més del 80% dels executius empresarials van identificar les xarxes socials com a part integral del seu negoci. Els negocis minoristes van veure augmentar els ingressos amb màrqueting en xarxes socials en un 133%.
Alguns exemples de llocs web de xarxes socials populars al llarg dels anys són Facebook, Instagram, Twitter, TikTok, MySpace, LinkedIn i SnapChat.

### Telèfons mòbils

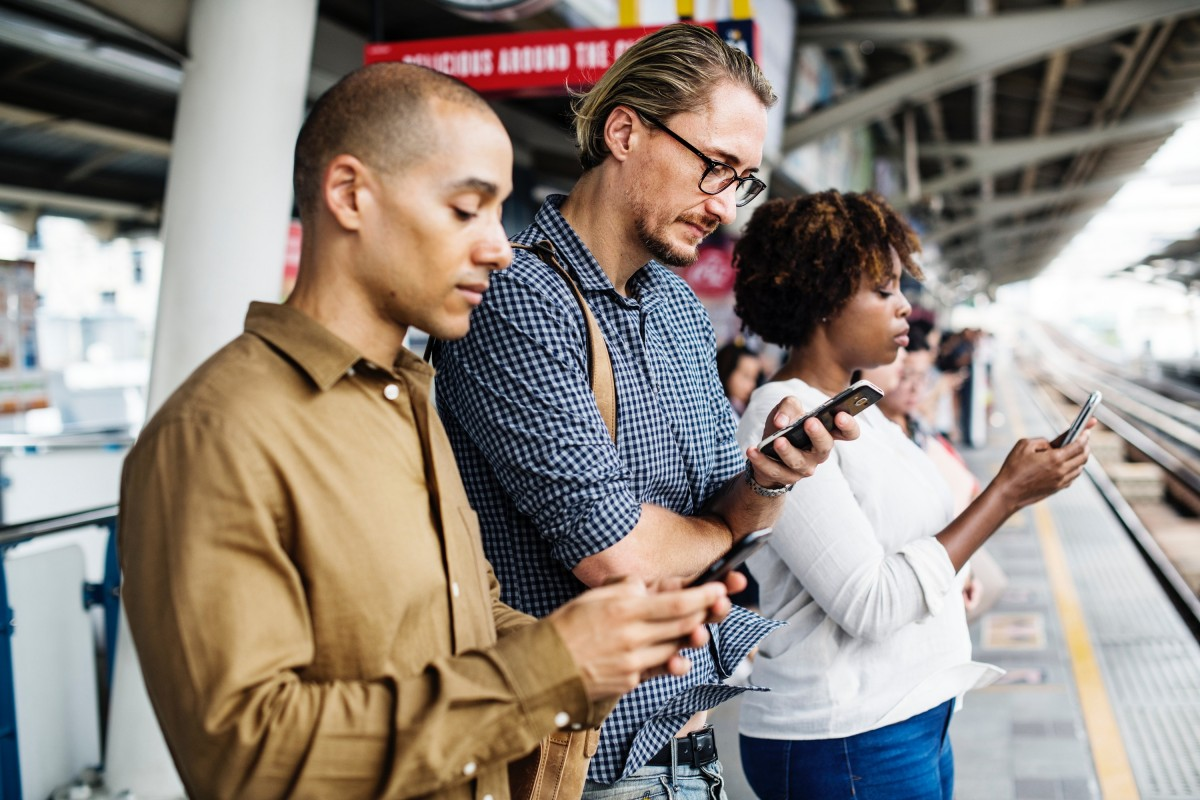
Persones que fan servir telèfons intel·ligents en una estació de ferrocarril

Més de tres mil milions de persones al món estan actives a Internet. Amb els anys, Internet ha guanyat contínuament més i més usuaris, passant de 738 milions el 2000 a 3.200 milions el 2015. Aproximadament el 81% de la població actual dels Estats Units té algun tipus de perfil de xarxes socials amb què participa amb freqüència, mentre que a Espanya aquesta xifra és del 65%. L'ús de telèfons mòbils és beneficiós per al màrqueting de xarxes socials a causa de les seves funcions de navegació web que permeten a les persones accedir immediatament a llocs de xarxes socials. Els telèfons mòbils han modificat el procés de compra fins a permetre als consumidors obtenir fàcilment informació sobre preus i productes en temps real. També han permès a les empreses recordar i actualitzar constantment els seus seguidors. Moltes empreses ara posen codis QR (Quick Response) als productes perquè els particulars puguin accedir al lloc web de la companyia o als serveis en línia amb els seus telèfons intel·ligents. Els minoristes utilitzen codis QR per facilitar la interacció dels consumidors amb les marques mitjançant el vincle del codi a llocs web de marques, promocions, informació de productes i qualsevol altre contingut habilitat per a mòbils. A més, l'ús de les subhastes en temps real a la indústria de la publicitat per a mòbils és elevat i augmenta a causa del seu valor per a la navegació web amb dispositius mòbils. El 2012, Nexage, un proveïdor d'ofertes en temps real de publicitat per a mòbils, va registrar un augment del 37% dels ingressos cada mes. Adfonic, una altra plataforma de publicació d'anuncis per a mòbils, va informar d'un augment de 22.000 milions de sol·licituds d'anuncis el mateix any.
Els dispositius mòbils han esdevingut cada vegada més populars, on 5.700 milions de persones els utilitzen a tot el món, i un 97% de la població de 16 a 74 anys a Espanya. Això ha tingut un paper en la manera com els consumidors interactuen amb els mitjans de comunicació i té moltes implicacions addicionals per a les audiències de televisió, la publicitat, el comerç mòbil ("m-commerce") i altres. El consum de suports mòbils, com ara la retransmissió d'àudio mòbil o el vídeo mòbil, augmenta: als Estats Units es preveu que més de 100 milions d'usuaris accedeixin al contingut de vídeo en línia a través del dispositiu mòbil. Els ingressos de vídeo per a mòbils consisteixen en baixades de pagament per visualització, publicitat i subscripcions. A partir de 2013, la penetració d'usuaris d'Internet a través de telèfons mòbils a tot el món era del 73,4%. El 2017, les xifres suggereixen que més del 90% dels usuaris d'Internet accediran a contingut en línia a través dels seus telèfons, xifra que el 2019 va ser del 83,9% a Espanya i del 96,3% a Catalunya.

## Estratègies
Hi ha dues estratègies bàsiques per utilitzar les xarxes socials com a eina de màrqueting:

### Enfocament passiu
Les xarxes socials poden ser una font útil d'informació del mercat i una forma d'escoltar les perspectives dels clients. Els blocs, les comunitats de contingut i els fòrums són plataformes on els usuaris comparteixen les seves ressenyes i recomanacions de marques, productes i serveis. Les empreses poden aprofitar i analitzar les veus i els comentaris dels clients generats a les xarxes socials amb finalitats de màrqueting; en aquest sentit, les xarxes socials són una font d'intel·ligència de mercat relativament barata que poden ser utilitzades pels venedors i gestors per rastrejar i respondre als problemes identificats pels consumidors i detectar oportunitats de mercat. Per exemple, Internet va esclatar amb vídeos i imatges de la "prova de flexió" de l'iPhone 6, que mostraven que el cobejat telèfon es podia doblegar per la pressió de la mà. L'anomenada controvèrsia sobre la "marge de doblec" va crear confusió entre els clients que havien esperat mesos per al llançament de l'última versió de l'iPhone. No obstant això, Apple va emetre ràpidament un comunicat en què deia que el problema era extremadament rar i que la companyia havia pres diverses mesures per fer que la caixa del dispositiu mòbil fos més forta i robusta. A diferència dels mètodes tradicionals d'investigació de mercat, com ara enquestes, grups de discussió i extracció de dades, que requereixen molt de temps i costen, i que triguen setmanes o fins i tot mesos a analitzar-se, els professionals del màrqueting poden utilitzar les xarxes socials per obtenir informació en temps real del comportament del consumidor i punts de vista sobre la marca o els productes d'una empresa. Això pot ser útil al mercat altament dinàmic, competitiu, ràpid i global dels anys de la dècada de 2010.

### Enfocament actiu
Les xarxes socials es poden utilitzar no només com a eines de relacions públiques i màrqueting directe, sinó també com a canals de comunicació dirigits a públics molt específics amb usuaris influents de les xarxes socials i personalitats de les xarxes socials com a eines eficaces d'interacció dels clients. Aquesta tàctica és àmpliament coneguda com a màrqueting d'influents. El màrqueting d'influents dona a les marques l'oportunitat d'arribar al seu públic objectiu d'una manera més genuïna i autèntica mitjançant un grup especial d'influents seleccionats que anuncien el seu producte o servei. De fet, les marques gastaran fins a 15.000 milions de dòlars en màrqueting d'influents el 2022, segons les estimacions de Business Insider Intelligence, basades en les dades de Mediakix.
Les tecnologies anteriors a les xarxes socials, com ara la televisió i els diaris de difusió, també poden proporcionar als anunciants un públic bastant dirigit, ja que és probable que els aficionats a l'esport llegeixin un anunci publicat durant una emissió de jocs esportius o a la secció d'esports d'un diari. No obstant això, els llocs web de xarxes socials poden orientar-se als mercats nínxol encara amb més precisió. Mitjançant eines digitals com Google Adsense, els anunciants poden orientar els seus anuncis a dades demogràfiques molt específiques, com ara persones interessades en emprenedoria social, l'activisme polític associat a un partit polític concret o els videojocs. Google Adsense ho fa cercant paraules clau a les publicacions i comentaris en línia dels usuaris de xarxes socials. Seria difícil per a una emissora de televisió o diari en paper proporcionar anuncis dirigits a aquest objectiu (encara que no és impossible, com es pot veure a les seccions de "números especials" sobre temes nínxol, que els diaris poden utilitzar per vendre anuncis dirigits).
Les xarxes socials es consideren, en molts casos, com una gran eina per evitar costoses investigacions de mercat. Són conegudes per proporcionar una manera senzilla, ràpida i directa d'arribar a un públic a través d'una persona molt coneguda. Per exemple, un atleta que rep l'aval d'una empresa d'articles esportius també aporta la seva base de suport a milions de persones que estan interessades en què fan o com juguen i que ara volen formar part d'aquest atleta mitjançant els seus avals amb aquest particular empresa. En un moment donat, els consumidors anaven a visitar botigues per veure els seus productes amb esportistes famosos, però ara poden veure en línia un esportista famós, com Leo Messi, l'última indumentària amb només fer clic a un botó. Ell els anuncia directament a través dels seus comptes de Twitter, Instagram i Facebook.
Facebook i LinkedIn són plataformes de xarxes socials líders en què els usuaris poden hiperorientar els seus anuncis. La hiperorientació no només utilitza informació de perfil públic, sinó també informació que els usuaris envien, però que s'amaga de tercers. Hi ha diversos exemples d'empreses que inicien algun tipus de diàleg en línia amb el públic per afavorir les relacions amb els clients. Segons Constantinides, Lorenzo i Gómez Borja (2008) "Executius empresarials com Jonathan Swartz, president i conseller delegat de Sun Microsystems, Steve Jobs conseller delegat d'Apple Computers i el vicepresident de McDonald's, Bob Langert, publiquen regularment als seus blocs de consellers delegats o directors generals, animant els clients a interactuar i expressar lliurement els seus sentiments, idees, suggeriments o comentaris sobre les seves publicacions, l'empresa o els seus productes". L'ús d'influents dels clients (per exemple, blocaires populars) pot ser un mètode molt eficaç i rendible per llançar nous productes o serveis. Entre els líders polítics en actiu, el primer ministre indi Narendra Modi té el nombre més gran de seguidors, amb 40 milions, i el president Donald Trump ocupa el segon lloc amb 25 milions de seguidors. Modi va emprar plataformes de xarxes socials per eludir els canals tradicionals de mitjans de comunicació per arribar a la població jove i urbana de l'Índia, que s'estima que és de 200 milions de persones.

## Interacció
La interacció amb la xarxa social significa que els clients i els grups d'interès són participants actius en lloc de visualitzadors passius. Un exemple d'això són els grups de defensa dels consumidors i els grups que critiquen les empreses (per exemple, grups de pressió o organitzacions de defensa). L'ús de les xarxes socials en un context empresarial o polític permet a tots els consumidors/ciutadans expressar i compartir una opinió sobre els productes, serveis, pràctiques comercials d'una empresa o accions d'un govern. Cada client participant, no client o ciutadà que participa en línia a través de les xarxes socials passa a formar part del departament de màrqueting (o suposa un desafiament a l'esforç de màrqueting) a mesura que altres clients llegeixen els seus comentaris o ressenyes positives o negatives. Aconseguir que els consumidors, els consumidors potencials o els ciutadans es comprometin en línia és fonamental per a l'èxit del màrqueting en xarxes socials. Amb l'arribada del màrqueting a les xarxes socials, ha esdevingut cada vegada més important guanyar-se l'interès dels clients en productes i serveis. Això es pot traduir eventualment en un comportament de compra o en votar en un context polític. Han aparegut nous conceptes de màrqueting en línia de compromís i fidelització que tenen com a objectiu construir la participació dels clients i la reputació de la marca.
La participació a les xarxes socials a efectes d'una estratègia de xarxes socials es divideix en dues parts. El primer és publicar de forma proactiva i regular contingut nou en línia. Això es pot veure a través de fotos digitals, vídeos digitals, text i converses. També es representa mitjançant l'intercanvi de contingut i informació d'altres persones mitjançant enllaços web. La segona part són converses reactives amb usuaris de xarxes socials que responen a aquells que contacten amb els vostres perfils de xarxes socials mitjançant comentaris o missatges. Els mitjans de comunicació tradicionals, com ara els informatius de televisió, es limiten a la interacció unidireccional amb els usuaris o a "informar" on només es dona informació específica al client amb pocs o limitats mecanismes per obtenir-ne comentaris. Els mitjans tradicionals, com els diaris físics, ofereixen als lectors l'opció d'enviar una carta a l'editor. Tot i això, aquest és un procés relativament lent, ja que el consell editorial ha de revisar la carta i decidir si és adequada per a la publicació. D’altra banda, les xarxes socials són participatives i obertes; els participants poden compartir instantàniament les seves opinions sobre marques, productes i serveis. Els mitjans tradicionals donaven el control del missatge al venedor, mentre que les xarxes socials traslladen el pes al consumidor o al ciutadà.

## Campanyes

### Negocis locals

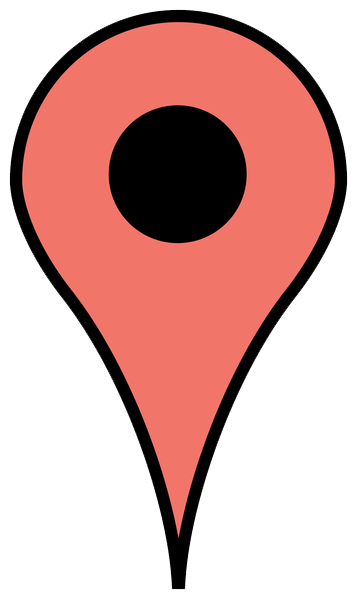
Punter de Google Maps per a ubicacions

Les petites empreses també utilitzen els llocs de xarxes socials com a tècnica promocional. Les empreses poden seguir els usuaris de les xarxes socials a l'àrea local i anunciar descomptes i ofertes especials. Aquestes poden ser exclusius del tipus "obtenir una beguda gratuïta amb un reenviament d'aquest tuit". Aquest tipus de missatge anima a altres locals a seguir el negoci als llocs per obtenir l'oferta promocional. En el procés, el negoci es veu i es promociona (visibilitat de la marca).
Els petits negocis també utilitzen llocs de xarxes socials per desenvolupar la seva pròpia investigació de mercat sobre nous productes i serveis. En animar els seus clients a donar suggeriments sobre noves idees de producte, les empreses poden obtenir informació valuosa sobre si un producte pot ser acceptat pel seu mercat objectiu com per merèixer la producció o venda completa o no. A més, els clients sentiran que l'empresa els ha involucrat en el procés de co-creació: el procés en què l'empresa utilitza la retroalimentació dels clients per crear o modificar un producte o servei que satisfaci les necessitats del mercat objectiu. Aquests comentaris es poden presentar de diverses formes, com ara enquestes, concursos, enquestes, etc.
Els llocs de xarxes socials com LinkedIn també ofereixen a les petites empreses una oportunitat per trobar candidats per ocupar llocs de treball.
Finalment, els llocs de ressenyes, com Google My Business o Yelp, també ajuden les petites empreses a construir la seva reputació més enllà de la visibilitat de la marca. Les ressenyes de clients positives contribueixen a influir més en les noves perspectives de compra de béns i serveis que la publicitat de l'empresa.

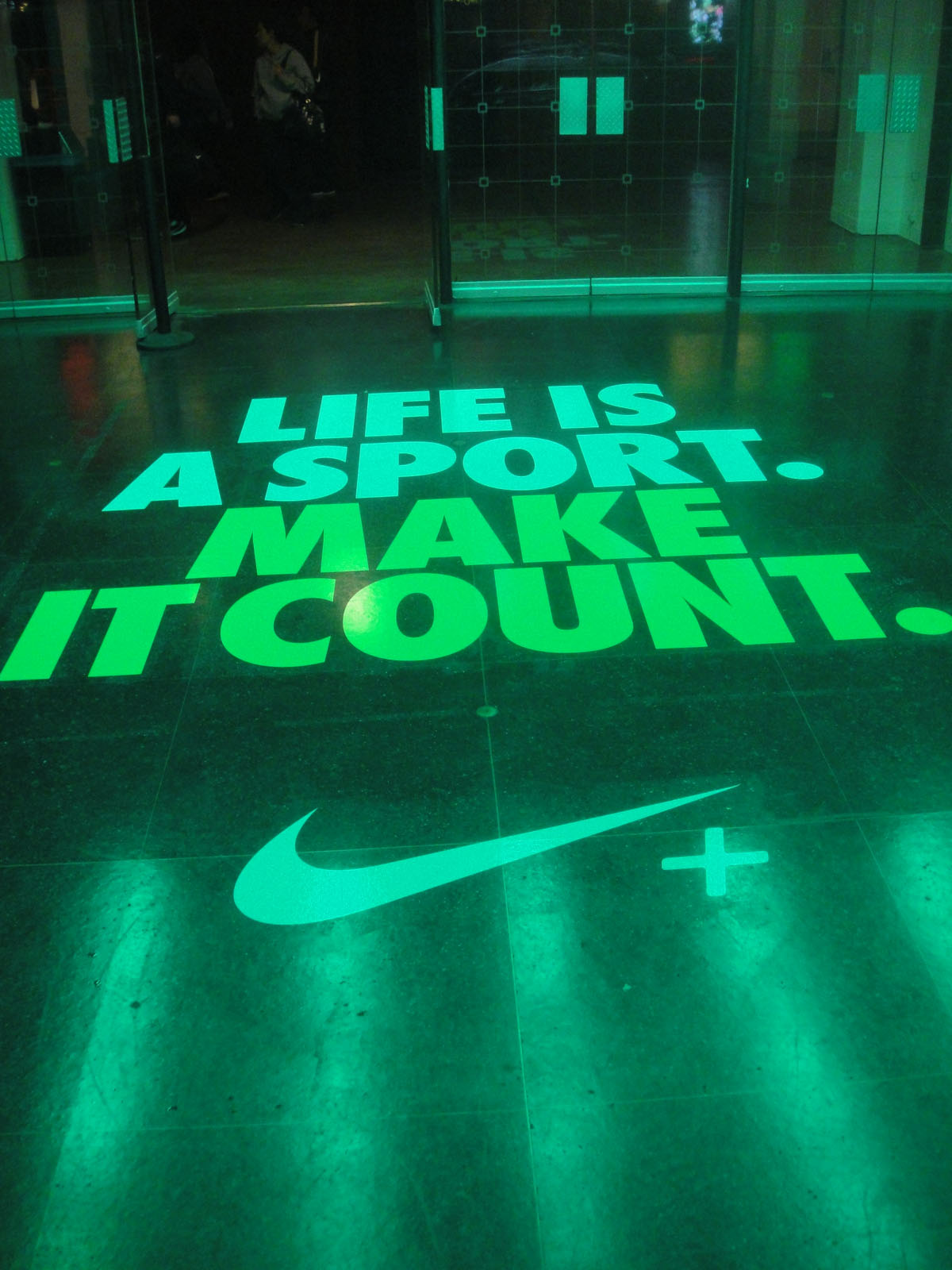
Imatge de la campanya de Nike #MakeItCount

### El cas d'èxit de Nike #MakeItCount
A principis del 2012, Nike va presentar la seva campanya Make It Count a les xarxes socials. El llançament de la campanya va començar amb els YouTubers Casey Neistat i Max Joseph llançant un vídeo de YouTube, en el qual van recórrer 34.000 milles per visitar 16 ciutats de 13 països. Van promoure l'etiqueta #makeitcount, que milions de consumidors compartien a través de Twitter i Instagram penjant fotos i enviant tweets. El vídeo de YouTube #MakeItCount es va fer viral i Nike va registrar un augment del benefici del 18% el 2012, any en què es va llançar aquest producte.

## Propòsits i tàctiques
Un dels objectius principals de l'ús de les xarxes socials en màrqueting és com a eina de comunicació que fa que les empreses siguin accessibles a les persones interessades en el seu producte i les facin visibles a aquells que no en tenen cap coneixement. Aquestes empreses utilitzen les xarxes socials per fer soroll i boca-orella i aprendre i orientar-se als clients. És l'única forma de màrqueting que pot aconseguir clients en totes les seves etapes del seu procés de decisió de compra. El màrqueting a través de les xarxes socials també té altres avantatges. Dels deu principals factors que es correlacionen amb una forta cerca orgànica de Google, set depenen de les xarxes socials. Això significa que si les marques són menys actives o inactives a les xarxes socials, solen aparèixer menys a les cerques de Google. Tot i que plataformes com Twitter, Facebook i Google+ tenen un nombre més gran d'usuaris mensuals, les plataformes mòbils basades en l'ús compartit de suports visuals (Instagram, Pinterest o YouTube), no obstant això, obtenen una taxa d'interacció més alta en comparació i han registrat el creixement més ràpid i han canviat les formes d'interacció dels consumidors amb la marca. Instagram té una taxa d'interacció de l'1,46% amb una mitjana de 130 milions d'usuaris mensuals en comparació amb Twitter, que té un 0,03% d'interacció amb una mitjana de 210 milions d'usuaris mensuals. A diferència dels mitjans tradicionals que sovint són prohibitius per a moltes empreses, una estratègia de xarxes socials no requereix un pressupost astronòmic.
Amb aquest objectiu, les empreses fan ús de plataformes com Facebook, Twitter, YouTube i Instagram per arribar a públics molt més amplis que no pas mitjançant l'ús exclusiu d'anuncis impresos, televisió o ràdio tradicionals a una fracció del cost, ja que la majoria de llocs de xarxes socials poden s’utilitzarà a un cost reduït o nul (no obstant això, la majoria de llocs web cobren o poden cobrar a les empreses per serveis premium per tenir més impacte i difusió). Això ha canviat la forma en què les empreses s’enfoquen per interactuar amb els clients, ja que ara s’està duent a terme un percentatge substancial de les interaccions dels consumidors a través de plataformes en línia amb una visibilitat molt superior. Ara els clients poden publicar ressenyes de productes i serveis, valorar el servei al client i fer preguntes o preocupacions en primera persona directament a les empreses a través de plataformes de xarxes socials. Segons Measuring Success, més del 80% dels consumidors utilitza la web per investigar productes i serveis. Per tant, les empreses també utilitzen el màrqueting en xarxes socials per establir relacions de confiança amb els consumidors. Amb aquest objectiu, les empreses també poden contractar personal per gestionar específicament aquestes interaccions a les xarxes socials, que solen informar sota el títol de gestors de comunitats en línia. Tractar aquestes interaccions de manera satisfactòria pot provocar un augment de la confiança dels consumidors. Amb aquest objectiu i per fixar la percepció del públic sobre una empresa, es fan tres passes per abordar les preocupacions dels consumidors: identificar l'abast del debat social, atreure els influents per ajudar i desenvolupar una resposta proporcional.

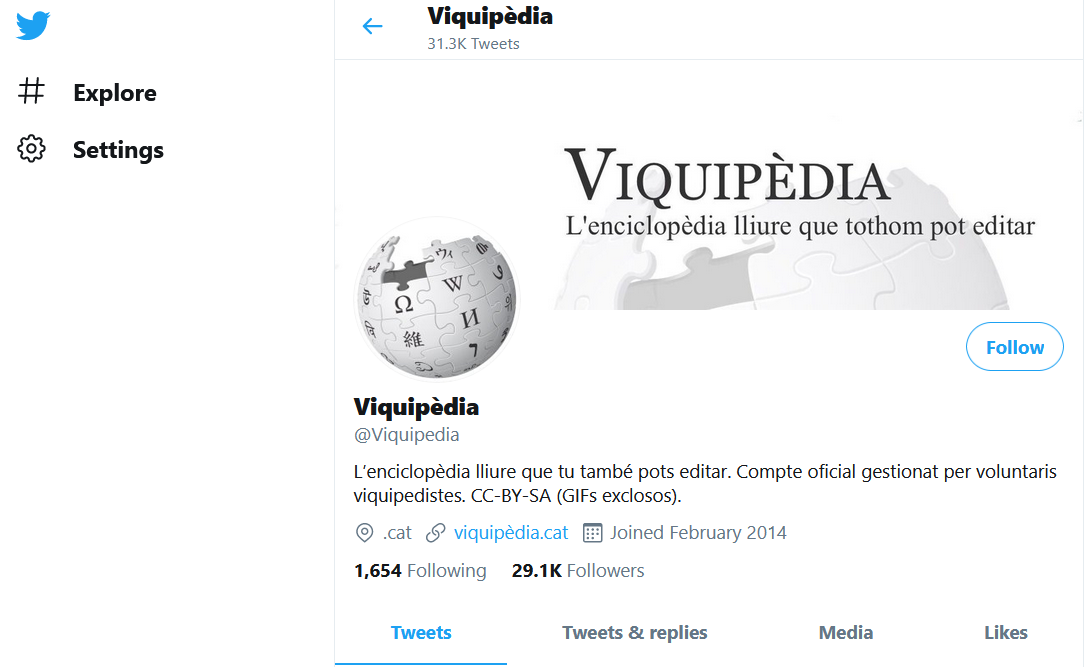
Captura de pantalla del perfil de la Viquipèdia a Twitter

### Twitter
Twitter permet a les empreses promocionar els seus productes en missatges curts coneguts com a tweets limitats a 280 caràcters que apareixen a les línies de temps dels seguidors. Els tuits poden contenir text, hashtag, foto, vídeo, GIF animat, Emoji, enllaços al lloc web del producte i a altres perfils de xarxes socials, etc. Twitter també és utilitzat per les empreses per proporcionar servei al client. Algunes empreses ofereixen assistència les 24 hores del dia, els 7 dies de la setmana i responen amb rapidesa, millorant així la fidelitat i l'estima de la marca.

### Facebook
Les pàgines de Facebook són molt més detallades que els comptes de Twitter. Permeten que un producte proporcioni vídeos, fotos, descripcions més llargues i testimoniatges on els seguidors puguin comentar les pàgines del producte perquè els vegin altres persones. Facebook pot enllaçar de nou a la pàgina de Twitter del producte, així com enviar recordatoris d'esdeveniments. A maig de 2015, el 93% de les empreses comercialitzadores utilitzen Facebook per promocionar la seva marca. Un estudi del 2011 va atribuir el 84% d'"interacció" o clics i agradaments que enllaçaven amb la publicitat de Facebook. El 2014, Facebook va restringir la difusió gratuïta del contingut de màrqueting publicat en pàgines de marques i empreses. Els ajustos en els algoritmes de Facebook han reduït l'audiència de les pàgines empresarials no remunerades (que tenen almenys 500.000 agradaments) del 16% el 2012 al 2% el febrer del 2014.

### LinkedIn
LinkedIn, una xarxa de contactes i relacions professionals i de negoci, permet a les empreses crear perfils corporatius per a elles mateixes, així com la seva empresa, per connectar-se en xarxa i conèixer-ne d'altres. Mitjançant l'ús de widgets, els membres poden promocionar les seves diverses activitats de xarxes socials, com ara el flux de Twitter o les entrades de bloc de les seves pàgines de producte, a la pàgina del perfil de LinkedIn. LinkedIn ofereix als seus membres l'oportunitat de generar clients potencials de vendes i socis comercials. Els membres poden utilitzar "Pàgines d'empresa" similars a les pàgines de Facebook per crear una àrea que permeti als propietaris d'empreses promocionar els seus productes o serveis i poder interactuar-hi amb els seus clients. A causa de la difusió del correu brossa enviat a persones que busquen feina, les empreses líders prefereixen utilitzar LinkedIn per contractar empleats en lloc d'utilitzar un portal de feina diferent. A més, les empreses han expressat una preferència per la quantitat d'informació que es pot obtenir d'un perfil de LinkedIn, enfront d'un correu electrònic limitat.

### Whatsapp
Adquirida per Facebook el 2014, WhatsApp continua funcionant com una aplicació independent amb un enfocament precís a la creació d'un servei de missatgeria que funcioni de forma ràpida i fiable a qualsevol part del món. Començant com a alternativa als SMS, WhatsApp ara és compatible amb l'enviament i la recepció de diversos suports, inclosos text, fotos, vídeos, documents, contactes i ubicació, així com trucades de veu. Els missatges i les trucades de WhatsApp estan protegits amb xifratge de punt a punt, cosa que significa que cap tercer, inclòs WhatsApp, no els pot llegir ni escoltar. WhatsApp té una base de clients de més de 1.000 milions de persones a més de 180 països. S'utilitza per enviar missatges promocionals personalitzats a clients particulars. Té molts avantatges respecte als SMS, que inclouen la possibilitat de fer un seguiment del rendiment de la tramesa de missatges mitjançant l'opció de doble marca blava a WhatsApp. Permet enviar missatges per No molestar (DND per les seves sigles en anglès) als clients. WhatsApp també s'utilitza per enviar una sèrie de missatges massius als seus clients objectius mitjançant l'opció de difusió massiva. Les empreses van començar a utilitzar-ho en gran manera, ja que és una opció promocional rendible i que difon ràpidament un missatge. A 2020, WhatsApp encara no permet que les empreses col·loquin anuncis a la seva aplicació.

### Yelp
Yelp consisteix en un índex complet de perfils empresarials en línia. Les empreses es poden cercar per ubicació, de manera similar a les Pàgines Grogues. El lloc web està operatiu a desenes de països diferents, inclosos Espanya, França i Itàlia, tot i que no Andorra a 2020. Els propietaris de comptes empresarials poden crear, compartir i editar perfils empresarials. Poden publicar informació com ara la ubicació de l'empresa, informació de contacte, imatges i informació del servei. El lloc web també permet als usuaris escriure, publicar ressenyes sobre empreses i valorar-les en una escala de cinc punts. Les funcions de missatgeria i conversa estan disponibles per als membres generals del lloc web, que serveixen per guiar reflexions i opinions.

### Instagram
Al maig de 2014, Instagram tenia més de 200 milions d'usuaris. La taxa d'interacció dels usuaris d'Instagram va ser 15 vegades superior a la de Facebook i 25 vegades superior a la de Twitter. Segons Scott Galloway, fundador de L2 i professor de màrqueting a la Stern School of Business de la Universitat de Nova York, els darrers estudis calculen que el 93% de les marques de prestigi tenen una presència activa a Instagram i l'inclouen en el seu mix o mescla de màrqueting. Quan es tracta de marques i empreses, l'objectiu d'Instagram és ajudar les empreses a arribar al seu públic respectiu mitjançant imatges captivadores en un entorn visual ric i ric. A més, Instagram proporciona una plataforma on l'usuari i l'empresa poden comunicar-se públicament i directament, convertint-se en una plataforma ideal perquè les empreses es connectin amb els seus clients actuals i potencials.
Actualment, moltes marques utilitzen en gran manera aquesta aplicació mòbil per potenciar la seva estratègia de màrqueting. Instagram es pot utilitzar per obtenir l'impuls necessari per captar l'atenció del segment de mercat que té interès en l'oferta o serveis de productes. S'hi pot accedir especialment a través dels dispositius mòbils amb les aplicacions per Android i iOS, tot i que també s’hi pot accedir per navegador d'Internet amb menys opcions. Per tant, els professionals del màrqueting ho consideren una plataforma potencial per ampliar l'exposició de les seves marques al públic, especialment al grup objectiu més jove. A més, els professionals del màrqueting no només utilitzen les xarxes socials per a la publicitat tradicional a Internet, sinó que també animen els usuaris a crear atenció per a una marca determinada. Generalment, això crea una oportunitat per a una major exposició de la marca. A més, els professionals del màrqueting també utilitzen la plataforma per impulsar les compres socials i inspirar a la gent a recopilar i compartir fotografies dels seus productes preferits. Són tantes les persones famoses i influents que utilitzen de forma intensiva aquesta aplicació, que fins i tot el fundador d'Instagram, Kevin Systrom, va anar a la setmana de la moda de París, anant a espectacles d'alta costura i reunint-se amb dissenyadors, per obtenir més informació sobre com els bloggers, editors i dissenyadors d'estils dominen actualment bona part del contingut de la seva aplicació.
Instagram s’ha demostrat com una plataforma prou potent perquè els professionals del màrqueting arribin als seus clients i clients potencials mitjançant l'ús compartit d'imatges i missatges breus. Segons un estudi de Simply Measured, el 71% de les marques més grans del món ara utilitzen Instagram com a canal de màrqueting. Per a les empreses, Instagram es pot utilitzar com a eina per connectar-se i comunicar-se amb els clients actuals i potencials. L'empresa pot presentar una imatge més personal de la seva marca i, en fer-ho, transmet una imatge més veritable de si mateixa. La idea de les imatges d'Instagram es troba en moviment, la sensació que l'esdeveniment està passant ara mateix i que afegeix una altra capa a la imatge personal i precisa de l'empresa. Una altra opció que Instagram ofereix a les empreses és l'oportunitat de reflectir una imatge real de la marca des de la perspectiva dels clients, per exemple, utilitzant els continguts generats per l'usuari a través dels hashtags que fomenten. A part de les funcions de filtres i hashtags, els vídeos d'Instagram de 15 segons i la recentment afegida possibilitat d'enviar missatges privats entre usuaris han obert noves oportunitats a les marques per connectar-se amb els clients en una nova mesura, promovent encara més el màrqueting eficaç a Instagram.

### Snapchat
Snapchat és una aplicació popular de missatgeria i intercanvi d'imatges creada el 2011 per tres estudiants de la Universitat Stanford anomenats Evan Spiegel, Bobby Murphy i Reggie Brown. L'aplicació es va desenvolupar per primera vegada per permetre als usuaris enviar missatges efímers i també enviar fotografies que només estan disponibles entre 1 i 10 segons fins que ja no estan disponibles. L'aplicació va tenir un èxit immediat amb els membres de les xarxes socials i avui hi ha fins a 158 milions de persones que utilitzen Snapchat cada dia. També es calcula que els usuaris de Snapchat obren l'aplicació aproximadament 18 vegades al dia, cosa que significa que els usuaris estan a l'aplicació durant uns 25-30 minuts al dia.

### YouTube
YouTube és una altra via popular; els anuncis es fan d'una manera adequada per encaixar amb el públic objectiu. El tipus de llenguatge utilitzat als anuncis i les idees que s’utilitzen per promocionar el producte reflecteixen l'estil i el gust del públic. A més, els anuncis d'aquesta plataforma solen estar sincronitzats amb el contingut del vídeo sol·licitat, aquest és un altre avantatge que YouTube ofereix per als anunciants. Alguns anuncis es presenten amb determinats vídeos, ja que el contingut és rellevant. També hi ha oportunitats promocionals, com ara patrocinar un vídeo a YouTube, "per exemple, a un usuari que cerqui un vídeo de YouTube sobre entrenament de gossos se li pot presentar un vídeo patrocinat d'una empresa de joguines per a gossos juntament amb altres vídeos". YouTube també permet als editors guanyar diners mitjançant el seu programa per a partners de YouTube. Les empreses poden pagar a YouTube per un "canal" especial que promocioni els productes o serveis de les empreses.

### Llocs de marcadors socials
Llocs web com Delicious, Digg, Slashdot, Diigo, Stumbleupon i Reddit són llocs populars de marcadors socials que s’utilitzen en la promoció de xarxes socials. Cadascun d'aquests llocs es dedica a la recopilació, conservació i organització d'enllaços a altres llocs web que els usuaris consideren de bona qualitat. Aquest procés té un proveïment participatiu, que permet als membres aficionats de les xarxes socials ordenar i prioritzar els enllaços per rellevància i categoria general. A causa de les grans bases d'usuaris d'aquests llocs web, qualsevol enllaç d'un d'ells a un altre, el lloc web més petit pot ser objecte d'un efecte Puntbarra o Slashdot, un augment sobtat d'interès pel lloc web objectiu. A més de la promoció generada per l'usuari, aquests llocs també ofereixen anuncis dins de les comunitats i categories d'usuaris individuals. Com que els anuncis es poden col·locar en comunitats designades amb un públic objectiu i una població demogràfica molt específics, tenen un potencial de generació de trànsit molt més gran que els anuncis seleccionats simplement a través de l'historial de cookies i navegadors. A més, alguns d'aquests llocs web també han implementat mesures per fer els anuncis més rellevants per als usuaris, ja que permeten als usuaris votar quins es mostraran a les pàgines que freqüenten. La possibilitat de redirigir grans volums de trànsit web i orientar-se a públics rellevants específics fa que els llocs de marcadors socials siguin un actiu valuós per als comercialitzadors de xarxes socials.

### Blocs
Plataformes com LinkedIn creen un entorn perquè les empreses i els clients puguin connectar-se en línia. Les empreses que reconeixen la necessitat d'informació, originalitat i accessibilitat utilitzen blocs per fer que els seus productes siguin populars i únics i, finalment, arribin als consumidors que estiguin al corrent dels mitjans socials. Els estudis del 2009 mostren que els consumidors consideren que la cobertura als mitjans o als bloggers és més neutral i creïble que els anuncis impresos, que no es consideren gratuïts ni independents. Els blocs permeten a un producte o empresa proporcionar descripcions més llargues de productes o serveis, poden incloure testimonis i poden enllaçar a i des d'altres pàgines de blocs i xarxes socials. Els blocs es poden actualitzar amb freqüència i són tècniques promocionals per mantenir els clients i també per adquirir seguidors i subscriptors que després es poden dirigir a pàgines de xarxes socials. Les comunitats en línia poden permetre a una empresa arribar als clients d'altres empreses que utilitzen la plataforma. Per permetre a les empreses mesurar la seva posició en el món corporatiu, els llocs permeten als empleats fer avaluacions de les seves empreses. Algunes empreses opten per no integrar les plataformes de xarxes socials al seu règim de màrqueting tradicional. També hi ha normes corporatives específiques que s’apliquen quan interactuen en línia. Per mantenir un avantatge en una relació empresa-consumidor, les empreses han de ser conscients de quatre actius clau que mantenen els consumidors: informació, implicació, comunitat i control.

### Tumblr
El lloc web de blocs Tumblr va llançar per primera vegada productes publicitaris el 29 de maig de 2012. En lloc de confiar en anuncis senzills amb bàner, Tumblr requereix que els anunciants creïn un bloc de Tumblr perquè el contingut d'aquests blocs es pugui mostrar al lloc. En un any, es van crear quatre formats d'anuncis nadius al web i al mòbil i tenien més de 100 marques publicitàries a Tumblr amb 500 publicacions patrocinades acumulades.

## Tècniques de màrqueting
El màrqueting en xarxes socials implica un ús intensiu d'aquestes, activitats en línia del consumidor relacionades amb la marca (COBRA per les seves sigles en anglès) i el boca a boca digital (eWOM per les seves sigles en anglès) per anunciar-se amb èxit en línia. Les xarxes socials com Facebook i Twitter proporcionen als anunciants informació sobre els gustos i les aversions dels seus consumidors. Aquesta tècnica és crucial, ja que proporciona a les empreses un "públic objectiu". Amb les xarxes socials, la informació rellevant sobre els gustos de l'usuari està disponible per a les empreses, que després s'anuncien en conseqüència. Activitats com ara penjar una imatge de les vostres "sabatilles esportives Converse noves a Facebook" és un exemple de COBRA. Les recomanacions i valoracions digitals són una manera convenient de promoure un producte mitjançant "interaccions de consumidor a consumidor". Un exemple d'eWOM seria una ressenya d'hotels en línia; l'empresa hotelera pot tenir dos possibles resultats en funció del seu servei. Un bon servei donaria lloc a una revisió positiva que obtindrà publicitat gratuïta a l'hotel a través de les xarxes socials. No obstant això, un servei deficient resultarà en una valoració negativa del consumidor que pot perjudicar la reputació de la companyia.
Les xarxes socials com Facebook, Instagram, Twitter, MySpace, etc., han influït en la moda del màrqueting boca-orella. El 1999, Misner va dir que el màrqueting boca-orella és "l'estratègia de màrqueting més eficaç del món, però la menys entesa" (Trusov, Bucklin i Pauwels, 2009, p. 3). Gràcies a la influència dels líders d'opinió, l'augment del "buzz" (soroll) en línia del màrqueting "boca-orella" que experimenta un producte, servei o empreses es deu a l'augment de l'ús de xarxes socials i telèfons intel·ligents. Les empreses i els professionals del màrqueting han notat que "el comportament de les persones està influït per molts grups petits" (Kotler, Burton, Deans, Brown i Armstrong, 2013, pàg. 189). Aquests petits grups giren al voltant de comptes de xarxes socials gestionats per persones influents (líders d'opinió o "líders pensats") que tenen seguidors de grups. Els tipus de grups (seguidors) s'anomenen: grups de referència (persones que es coneixen cara a cara o tenen una influència indirecta en l'actitud o el comportament de les persones); grups de membres (una persona té una influència directa en l'actitud o el comportament d'una persona); i grups aspiratius (grups als quals un individu vol pertànyer).

### Màrqueting d'influents

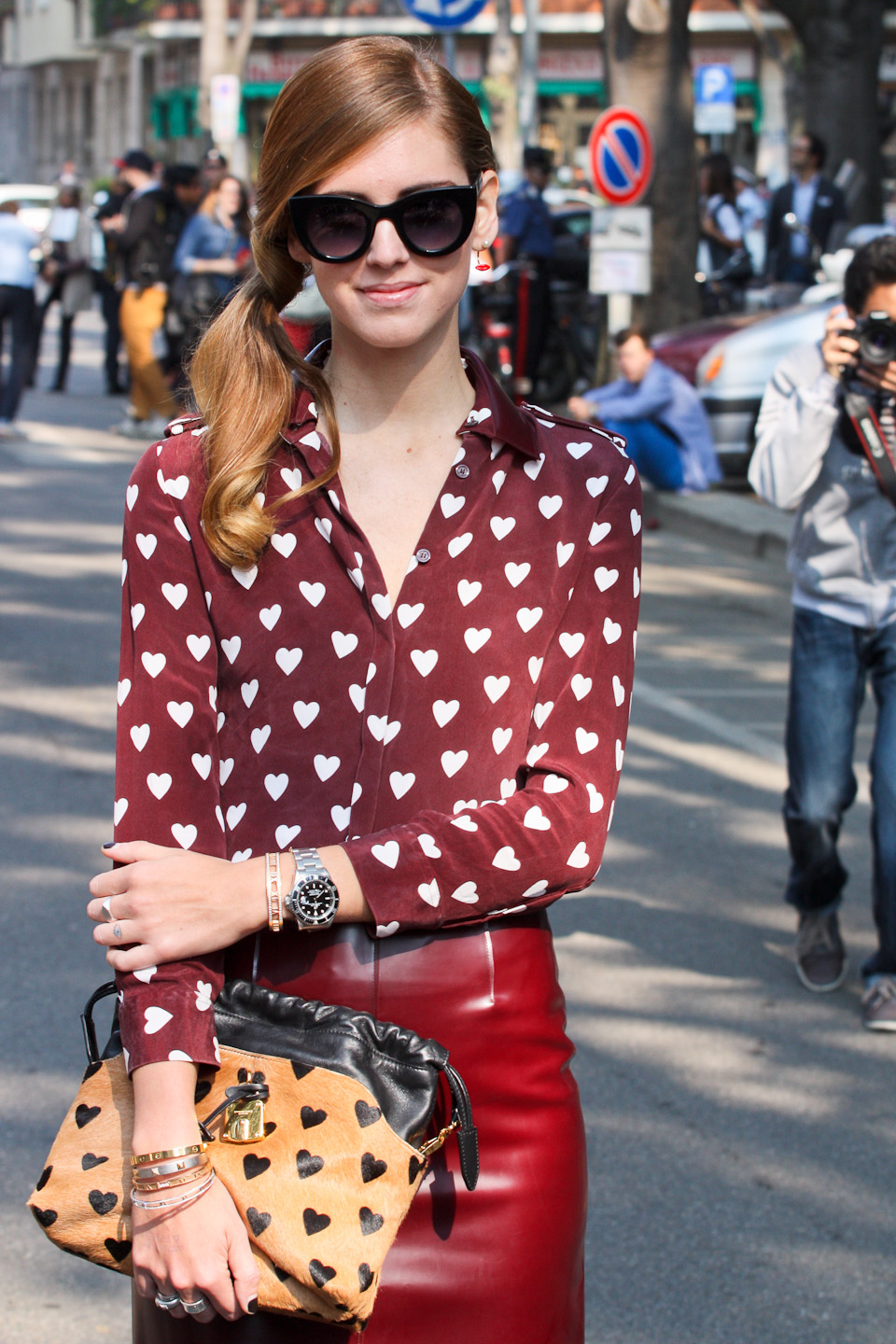
Chiara Ferragni és una influenciadora de moda i blocaire ben coneguda per les seves publicacions de moda patrocinades.

Els professionals del màrqueting s’orienten a les persones influents, anomenades <i></i>influencers, que a les xarxes socials es reconeixen com a líders d'opinió (LO) i creadors d'opinions (CO) per enviar missatges al públic objectiu i amplificar l'impacte del seu missatge. Una publicació a les xarxes socials d'un líder d'opinió pot tenir un impacte molt més gran (mitjançant un reenviament de la publicació o un agradament) que no pas una publicació a les xarxes socials per part d'un usuari habitual. Els professionals del màrqueting han entès que "els consumidors són més propensos a creure en altres persones" en qui confien (Sepp, Liljander i Gummerus, 2011). Els LO i CO també poden enviar els seus propis missatges sobre els productes i serveis que trien (Fill, Hughes i De Francesco, 2013, pàg. 216). La raó per la qual LO i CO tenen una base de seguidors tan forta és perquè la seva opinió és valorada o de confiança (Clement, Proppe i Rott, 2007). Poden revisar o ressenyar productes i serveis per als seus seguidors, que poden ser positius o negatius per a la marca. LO i CO són persones que tenen un estatus social i, per la seva personalitat, creences, valors, etc., poden influir en altres persones (Kotler, Burton, Deans, Brown i Armstrong, 2013, pàg. 189). Solen tenir un gran nombre de seguidors coneguts altrament com la seva referència, pertinença o grup aspiracional (Kotler, Burton, Deans, Brown i Armstrong), 2013, p. 189. En tenir un LO o CO que doni suport a un producte de la marca publicant una foto, un vídeo o una recomanació escrita en un bloc, es pot influir en els seguidors, i perquè hi confien es generen grans possibilitats de vendes de la marca o de creació d'una base de seguidors. Tenir un LO/CO ajuda a difondre el boca-orella entre grups de referència i/o grups de membres, per exemple, familiars, amics, treballadors, etc. (Kotler, Burton, Deans, Brown i Armstrong, 2013, pàg. 189). El model de comunicació resultant mostra l'ús d'utilitzar líders d'opinió i creadors d'opinió. Així, l'emissor o font dona el missatge a molts, molts LO/CO que transmeten el missatge juntament amb la seva opinió personal, el receptor (seguidors/grups) forma la seva pròpia opinió i envia el seu missatge personal al seu grup (amics, familiars, etc.) (Dahlen, Lange i Smith, 2010, pàg. 39).

### Xarxes socials orgàniques
Els canals de xarxes socials propis són una extensió essencial de les empreses i marques del món actual. La marca ha de buscar crear la seva imatge de marca a cada plataforma i atendre el tipus de dades demogràfiques dels consumidors a cada plataforma. En contrast amb el màrqueting previ a l'era d'Internet, com ara anuncis de televisió i anuncis en diaris, en què el venedor controlava tots els aspectes de l'anunci, amb les xarxes socials els usuaris poden publicar comentaris just a sota d'un anunci o d'una publicació en línia sobre una empresa o els seus productes. Les empreses potencien la seva estratègia de xarxes socials com a part del seu esforç tradicional de màrqueting mitjançant revistes, diaris, anuncis de ràdio i anuncis de televisió. Com que a la dècada de 2010, els consumidors de mitjans de comunicació sovint utilitzen diverses plataformes alhora (per exemple, navegar per Internet des d'una tauleta mentre mira un programa de televisió en streaming), el contingut de màrqueting ha de ser coherent en totes les plataformes, ja siguin mitjans tradicionals o nous. Heath (2006) va escriure sobre l'abast de l'atenció que les empreses haurien de prestar als seus llocs de xarxes socials. Es tracta de trobar un equilibri entre la publicació freqüent evitant la publicació excessiva. Cal prestar molta més atenció als llocs de xarxes socials perquè la gent necessita actualitzacions per obtenir reconeixement de marca. Per tant, es necessita molt més contingut i sovint pot ser contingut no planificat.
El contingut planificat comença amb l'equip creatiu o de màrqueting que genera les seves idees, un cop han completat les seves idees les envien a aprovació. Hi ha dues maneres generals de fer-ho. La primera és on cada sector aprova el pla un darrere l'altre, editor, marca, supervisat per l'equip legal (Brito, 2013). Els sectors poden variar en funció de la mida i la filosofia del negoci. La segona és on es dona 24 hores a cada sector (o un temps determinat) per tancar la sessió o rebutjar-la. Si no es fa cap acció en el termini de 24 hores, el pla original és el que s’implementarà. El contingut planificat sovint ja és conegut per part dels clients i no és original o mancat d'emoció, però també és una opció més segura per evitar reaccions innecessàries del públic. Les dues rutes per al contingut planificat consumeixen molt de temps; la primera forma d'aprovació triga 72 hores a ser aprovada. Tot i que la segona via pot ser significativament més curta, també té més risc, sobretot al departament jurídic.
El contingut no planificat és una idea momentània, "una reacció tàctica espontània" (Cramer, 2014, pàg. 6). El contingut pot ser de tipus tendència i no tenir temps per fer la planificació de contingut. El contingut no planificat es publica esporàdicament i no es planifica en el temps (Deshpande, 2014). Els problemes amb continguts no planificats giren al voltant de qüestions legals i si el missatge que s’envia representa el negoci o la marca en conseqüència. Si una empresa envia un missatge de Twitter o Facebook amb massa pressa, la companyia pot utilitzar sense voler un llenguatge o missatges insensibles que puguin alienar alguns consumidors. La principal diferència entre el planificat i el no planificat és el moment d'aprovar el contingut. El contingut no planificat ha de ser aprovat pels gestors de màrqueting, però d'una manera molt més ràpida, per exemple, 1-2 hores o menys. Els sectors poden cometre errors perquè s’afanyen massa en publicar. Quan s'utilitza contingut no planificat, Brito (2013) diu: "Estigueu preparats per ser reactius i respondre als problemes quan apareguin". També escriu sobre tenir un "pla d'escalada de crisi", perquè "passarà". El pla consisteix a desglossar el tema en temes i classificar-lo en grups. La codificació per colors del risc potencial "identifica i marca els riscos potencials" també ajuda a organitzar un problema. Aleshores, l'equip correcte pot gestionar el problema i es pot dissoldre amb més eficàcia en lloc de que qualsevol persona generalista al càrrec tracti de resoldre la situació.

## Implicacions en la publicitat tradicional

### Minimitzar l'ús
Les tècniques publicitàries tradicionals inclouen publicitat impresa i televisiva. Internet ja ha superat la televisió com el mercat publicitari més gran. Els llocs web solen incloure anuncis emergents o bàners. Les xarxes socials no sempre tenen anuncis. A canvi, tenen pàgines senceres i poden interactuar amb els usuaris. Els anuncis televisius solen posar fi a un portaveu que demana als espectadors que consultin el lloc web del producte per obtenir més informació. Tot i ser poc habitual, els anuncis impresos poden incloure codis QR. Aquests codis QR es poden escanejar mitjançant telèfons mòbils i ordinadors, enviant espectadors al lloc web del producte. La publicitat comença a moure els espectadors dels punts de venda tradicionals als electrònics. Tot i que els mitjans de comunicació tradicionals, com els diaris i la publicitat per televisió, estan en gran part eclipsats per l'auge del màrqueting a les xarxes socials, encara hi ha un lloc per al màrqueting tradicional. Per exemple, amb els diaris, els lectors al llarg dels anys han mostrat una davallada. No obstant això, els lectors amb diaris segueixen sent molt lleials als mitjans de comunicació exclusivament impresos. El 51% dels lectors de diaris només llegeix el diari en format imprès, fent valuosos els anuncis ben situats.

### Filtracions
Internet i les filtracions en xarxes socials són un dels problemes que afronta la publicitat tradicional. Els anuncis en vídeo i impresos solen filtrar-se al món a través d'Internet abans del previst per a l'estrena. Les xarxes socials permeten que aquestes filtracions esdevinguin virals i que molts usuaris les vegin amb més rapidesa. La diferència horària també és un problema per als anunciants tradicionals. Quan es produeixen esdeveniments socials globals i es transmeten per televisió, sovint hi ha un retard de temps entre les transmissions al lloc on es fan i altres indrets del món. Les xarxes socials s’han convertit en un centre de comentaris i interaccions sobre l'esdeveniment. Això permet que algunes persones que veuen l'esdeveniment (en diferit o petits retards de temps) coneguin el resultat abans que s’emeti. Això pot provocar que en saber-ho ja no s'esperin a visualitzar-ho, i es perdi així audiència i, per tant, resultat publicitari. Es pot perdre tota la publicitat i promoció de l'esdeveniment perquè els espectadors no tinguin cap motiu per veure-ho. En aquest cas s'acostuma a posar com a exemple els Premis Grammy de 2011, on la diferència horària entre costa est i l'oest dels EUA van fer perdre interès i audiència televisiva.

### Contratemps
El màrqueting en xarxes socials proporciona a les organitzacions una manera de connectar amb els seus clients. No obstant això, les organitzacions han de protegir la seva informació, així com observar de prop els comentaris i les preocupacions a les xarxes socials que utilitzen. Una enquesta ràpida feta a 1225 executius de TI de 33 països va revelar que els contratemps de les xarxes socials van causar a les organitzacions un dany combinat de 4,3 milions de dòlars el 2010. Els tres principals incidents de les xarxes socials a què es van enfrontar les organitzacions durant l'any anterior van incloure els empleats que compartien massa informació en fòrums públics, la pèrdua o exposició d'informació confidencial i una major exposició als litigis. A causa de la naturalesa viral d'Internet, en alguns casos s'ha demostrat que un error d'un sol empleat té conseqüències devastadores per a les organitzacions. Un exemple d'un contratemps en xarxes socials inclou el contratemps del dissenyador Kenneth Cole a Twitter el 2011. Quan Kenneth Cole va fer una piulada, "Milions de persones estan en rebombori a #ElCaire. Hi ha rumors sobre que han sentit que la nostra nova col·lecció de primavera ja està disponible en línia al lloc web de [Kenneth Cole]". Aquesta referència a la revolució egípcia del 2011 va provocar una objecció del públic a Internet. Kenneth Cole es va adonar del seu error poc després i va respondre amb una declaració demanant perdó pel tweet.
Existeixen nombrosos exemples addicionals de contratemps en línia de màrqueting. Un de destacat fou el d'un vídeo de YouTube d'un empleat de Domino's Pizza que hi incomplia els estàndards del codi sanitari, que es va fer viral a Internet i que posteriorment va donar lloc a càrrecs legals contra dos empleats.

### Ètica
El codi ètic vinculat al màrqueting tradicional també es pot aplicar a les xarxes socials. Tanmateix, amb les xarxes socials tan personals i internacionals, hi ha una altra llista de complicacions i desafiaments que comporta l'ètica en línia. Un tema sensible sobre professionals de les xarxes socials és el tema de l'ètica en les pràctiques de màrqueting de xarxes socials, específicament: els usos adequats, sovint, de dades molt personals. Amb la invenció de les xarxes socials, el venedor ja no s’ha de centrar exclusivament en les dades demogràfiques bàsiques i la psicografia de la televisió i les revistes, sinó que ara pot veure què els agrada sentir als consumidors dels anunciants, com es relacionen en línia i quines són les seves necessitats i desitjos. El concepte general de ser ètic mentre es comercialitza a les xarxes socials és ser honest amb les intencions de la campanya, evitar la publicitat falsa, ser conscient de les condicions de privadesa dels usuaris (el que significa no utilitzar la informació privada dels consumidors per obtenir beneficis), respectar la dignitat de persones de la comunitat en línia compartida i atendre la responsabilitat dels errors o contratemps que siguin el resultat de la campanya de màrqueting. La majoria dels venedors de xarxes socials utilitzen llocs web com Facebook i MySpace per intentar dirigir trànsit cap a un altre lloc web. Tot i que és ètic utilitzar llocs web de xarxes socials per difondre un missatge a persones que estiguin realment interessades, molta gent ho aprofita per difondre missatges que poden ser interpretats com a missatges brossa o autobombo. No obstant això, les xarxes socials han esdevingut més intel·ligents amb aquestes pràctiques i, sovint eliminen, bandegen o simplement oculten els infractors.
A més, les plataformes de xarxes socials han esdevingut molt conscients dels seus usuaris i recopilen informació sobre els seus espectadors per fer-hi arribar missatges de diverses maneres. La xarxa social Facebook Inc. treballa en un nou sistema de publicitat que permetria als professionals del màrqueting dirigir-se als usuaris amb anuncis basats en la quantitat massiva d'informació que la gent revela al lloc sobre ells mateixos. Això pot ser una característica no ètica o ètica per a algunes persones. Algunes persones poden reaccionar negativament perquè creuen que és una invasió de la privadesa. D'altra banda, algunes persones poden gaudir d'aquesta funció perquè la seva xarxa social reconeix els seus interessos i els envia anuncis específics relacionats amb aquests interessos. Als consumidors els agrada fer xarxa amb persones que comparteixen els seus interessos i desitjos. Les persones que acceptin fer públic el seu perfil de xarxes socials han de ser advertits que els anunciants tenen la possibilitat de prendre informació que els interessi per poder enviar-los informació i anuncis per augmentar les seves vendes. Els directius inverteixen en xarxes socials per afavorir les relacions i interactuar amb els clients. Aquesta és una manera ètica per als directius d'enviar missatges sobre els seus anuncis i productes als seus consumidors.
Des que va néixer el màrqueting en xarxes socials, els estrategs i els professionals del màrqueting han estat cada cop més intel·ligents i acurats amb la manera de recopilar informació i publicar anuncis. Amb la presència d'empreses que recopilen dades, ja no cal orientar-se a públics específics. Es pot veure com una gran zona èticament grisa. Per a molts usuaris, això suposa una violació de la privadesa, però no hi ha lleis que impedeixin a aquestes empreses utilitzar la informació proporcionada als seus llocs web. Empreses com Equifax, Inc., TransUnion Corp i LexisNexis Group prosperen recopilant i compartint informació personal dels usuaris de les xarxes socials. El 2012, Facebook va comprar informació de 70 milions de llars d'una tercera empresa anomenada Datalogix. Facebook va revelar més tard que van comprar la informació per tal de crear un servei de publicitat més eficient.
Facebook va tenir unes 144,27 milions de visualitzacions de pàgina estimades el 2016, aproximadament 12,9 milions al mes. Tot i aquest elevat volum de trànsit, s’ha fet molt poc per protegir els milions d'usuaris que inicien sessió a Facebook i altres plataformes de xarxes socials cada mes. El president estatunidenc Barack Obama va intentar col·laborar amb l'organisme federal encarregat per tal d'intentar regular la mineria de dades. Va proposar la "Privacy Bill of Rights" (declaració de drets de privadesa), que protegiria l'usuari mitjà de que la seva informació privada es baixés i es compartís amb empreses de tercers. Les lleis proposades donarien al consumidor més control sobre la informació que poden recollir les empreses. El president Obama no va poder aprovar la majoria d'aquestes lleis a través del congrés, però a d'altres indrets com la Unió Europea sí que s'han pogut dur a terme iniciatives similars com és l'aprovació del Reglament General de Protecció de Dades (RGPD, o també conegut per les inicials en anglès GDPR), que va entrar en vigor el 25 de maig de 2018.

## Mètriques

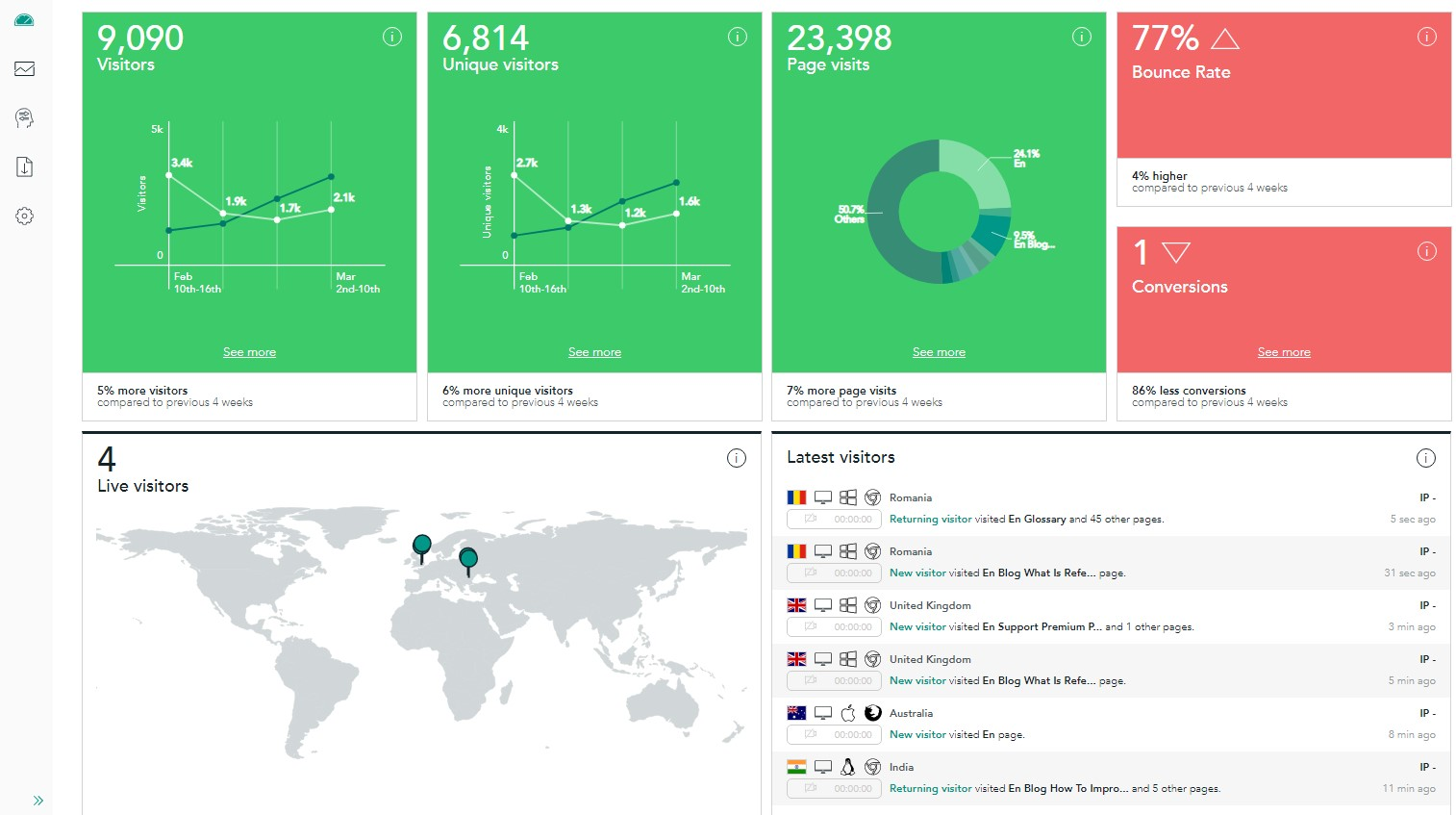
Captura de pantalla d'un tauler de control d'anàlisi de visitants amb el nombre de visitants, les conversions, el percentatge de rebots, el mapa en directe i altres.

### Informes de llocs web
Això implica fer un seguiment del volum de visites, clients potencials i clients a un lloc web des del canal social individual. Google Analytics és una eina gratuïta que mostra el comportament al lloc web i altra informació, com ara la demografia i el tipus de dispositiu utilitzat, dels visitants del lloc web des de les xarxes socials. Aquesta i altres ofertes comercials poden ajudar els professionals del màrqueting a triar les xarxes socials i les activitats de màrqueting a les xarxes socials més efectives.

### Dades de retorn de la inversió
L'objectiu final de qualsevol esforç de màrqueting és generar vendes. Tot i que les xarxes socials són una eina de màrqueting útil, sovint és difícil quantificar fins a quin punt contribueix a obtenir beneficis. El ROI es pot mesurar comparant el valor analític de màrqueting amb la base de dades de contacte o CRM i connectant els esforços de màrqueting directament amb l'activitat de vendes.

### Taxes de resposta dels clients
Diversos clients es dirigeixen cap a les xarxes socials per expressar el seu reconeixement o frustració amb les marques, els productes o els serveis. Per tant, els professionals del màrqueting poden mesurar la freqüència amb què els clients debaten sobre la seva marca i jutjar l'eficàcia de les seves estratègies de màrqueting a les xarxes socials. En estudis recents, el 72% de les persones enquestades va expressar que esperaven una resposta a les seves queixes a Twitter en una hora.